# كاثي موريرتي
كاثي موريرتي (بالإنجليزية: Cathy Moriarty)‏ هي ممثلة أمريكية، ولدت في 29 نوفمبر 1960 بذا برونكس في الولايات المتحدة.

## أعمال

### أفلام
- (1980) الثور الهائج[3]
- (1995) كاسبر[4][5]
- (2010) صائد الجوائز[6]
- (2013) المزدوج

## ترشيحات
- جائزة الأوسكار لأفضل ممثلة مساعدة، عن عمل: الثور الهائج

## وصلات خارجية
- كاثي موريرتي على موقع IMDb (الإنجليزية)
- كاثي موريرتي على موقع ألو سيني (الفرنسية)
- كاثي موريرتي على موقع ألو سيني (الفرنسية)
- كاثي موريرتي على موقع تيرنر كلاسيك موفيز (الإنجليزية)
- كاثي موريرتي على موقع أول موفي (الإنجليزية)
- كاثي موريرتي على موقع قاعدة بيانات الأفلام السويدية (السويدية)
- كاثي موريرتي على موقع إن إن دي بي (الإنجليزية)
- كاثي موريرتي على موقع قاعدة بيانات الفيلم (الإنجليزية)
- كاثي موريرتي على موقع كينوبويسك (الروسية)